# J. B. Williamson
J. B. Williamson (* 8. Dezember 1956 in Indianapolis, Indiana, USA) ist ein ehemaliger Boxer und WBC-Weltmeister im Halbschwergewicht.

## Profi
Im Jahr 1985 gewann er sowohl den vakanten USA California State Title als auch den WBC Continental Americas Title sowie, gegen Prince Mama Mohammed (31-1), den vakanten Weltmeistergürtel des WBC.